# Clofoctol
Clofoctol là một loại kháng sinh kìm khuẩn. Nó được sử dụng trong điều trị trùng đường hô hấp và tai, mũi và viêm họng gây ra bởi vi khuẩn Gram dương vi khuẩn. Nó được bán ở Pháp dưới tên thương mại Octoplus và ở Ý với tên Gramplus.
Nó chỉ có chức năng chống lại vi khuẩn gram dương.
Nó xâm nhập vào mô phổi của con người.